# Mèo Ocicat
Mèo Ocicat là một giống mèo nhà, có nét tương đồng với mèo hoang dã nhưng lại không có chứa DNA hoang dã trong nhóm gen của nó. Loài này có đặc điểm bất thường ở chỗ nó được phát hiện như một giống mèo hoang dã nhưng lại có tính tình của một con vật trong nhà. Giống này được đặt tên Ocicat vì sự giống nhau của nó với giống Ocelot. Loài này được phối giống từ các giống mèo Siamese và Mèo Abyssin; sau đó, giống mèo lông ngắn Mỹ (có đốm bạc) đã được thêm vào danh sách các loài được phối giống và đã tạo ra các giống mèo màu bạc mới, có cấu trúc xương và các dấu hiệu riêng biệt.

## Hình dáng bề ngoài
Giống mèo này có 12 màu được chấp thuận bởi hầu hết các cơ quan đăng ký, bao gồm cả tiêu chuẩn của Hiệp hội Yêu thích Mèo: màu hung, màu sô-cô-la và quế, các loại mèo pha nhiều màu lông, xanh dương, hoa oải hương và màu nâu vàng, và tất cả các màu trên phối với màu bạc: màu sô-cô-la bạc, quế bạc, bạc xanh, bạc oải hương và màu nâu vàng phối bạc. Ocicat có đôi mắt hình quả hạnh. Chúng cũng có thân hình to lớn, mạnh mẽ, với những đôi chân cơ bắp có những mảng lông màu tối, và bàn chân hình bầu dục mạnh mẽ. Đầu của chúng có thể được mô tả là có hình dạng "giống cái nêm", có chiều dài hơn chiều rộng. Tai của chúng được cấu tạo một góc nghiêng 45 độ. Một trong những điều nổi bật nhất về những chú mèo này là những đốm tối tương phản. Hình dạng cơ thể của Ocicat có hình thức gồm một phần của sự mảnh dẻ từ giống mèo Đông phương và một phần hình dáng mạnh mẽ từ giống mèo lông ngắn Mỹ. Cơ thể của giống mèo này lớn, cơ bắp của giống này cũng tạo ấn tượng về sức mạnh, và có trọng lượng lớn hơn so với ước lượng về hình dáng bên ngoài.